# Museo Comunitario Casa Schmitt-Presser
El Museo Comunitario Casas Schmitt-Presser Museo (en portugués: Museu Comunitário Casa Schmitt-Presser) es una antigua casa y actual museo histórico brasileño en el distrito de Hamburgo Velho de Novo Hamburgo, Río Grande del Sur. La casa fue construida a principios del siglo XIX, aproximadamente alrededor de 1830, como una mansión para el inmigrante alemán Johann Peter Schmitt. Es uno de los primeros ejemplos de arquitectura alemana en el estado de Río Grande del Sur.

## Historia

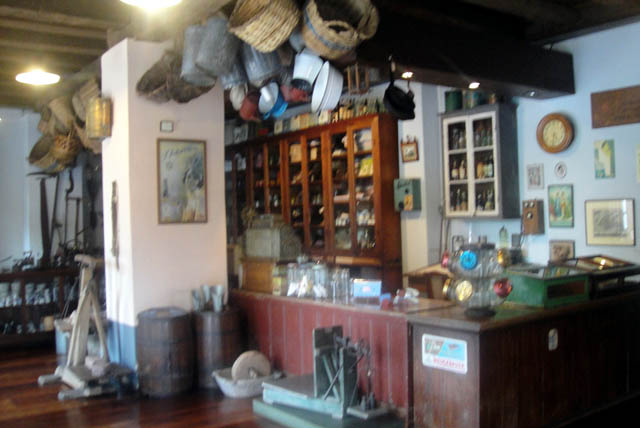
Interior de la casa.

En 1974, el artista Ernesto Frederico Scheffel decidió tomar el primer paso para preservar la casa y en 1981, esta fue declarada como una utilidad pública por el ayuntamiento de Novo Hamburgo (prefeitura municipal). En 1985 la casa fue incluida en la lista de bienes históricos del Instituto do Patrimonio Histórico e Artístico Nacional.
En 1990 se iniciaron las obras de reforma del inmueble y en 1992, la casa finalmente se abrió al público como museo bajo el actual nombre de Museo Comunitario Casa Schmitt-Presser.